# ヒトーパデーシャ

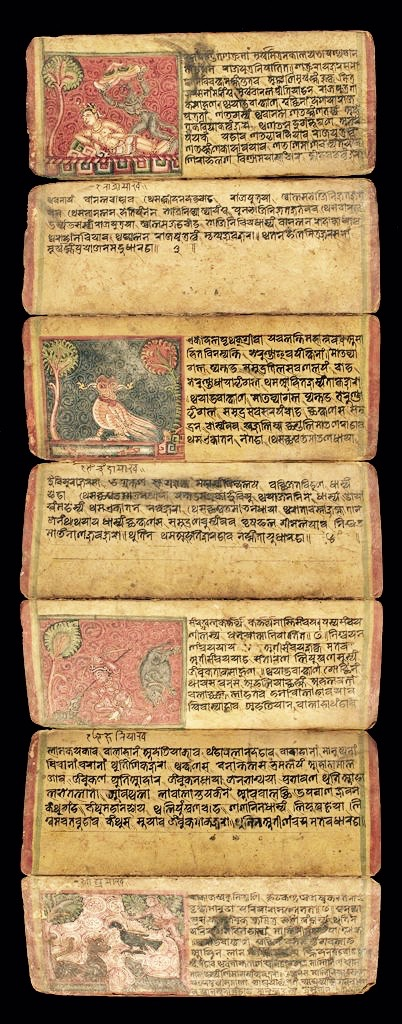

『ヒトーパデーシャ』（サンスクリット: हितोपदेश hitopadeśa、「有益な(hita)教訓(upadeśa)」の意）は、主に動物を主人公にしたインドの寓話集。散文に韻文を交える。ベンガル地方のダヴァラチャンドラ王の宮廷でナーラーヤナによって書かれたと伝えられる。『パンチャタントラ』の伝本のひとつであるが、大幅に手が加えられている。本来5巻からなる『パンチャタントラ』を4巻にまとめ直し、多数の話が追加・削除されている。

## 成立
『ヒトーパデーシャ』は800年から950年の間に書かれたという。もっとも古い写本は1373年のものである。
他の『パンチャタントラ』諸本にない話が17話あり、序文によれば『パンチャタントラ』以外にもう一つ別の物語集を元にして書かれた。

## 構成
『ヒトーパデーシャ』は序文と4部から構成される。第1部と第2部は『パンチャタントラ』と順序が逆になっている。『パンチャタントラ』の第3部（および第5部）は2つに分割されて第3部と第4部となり、第4部の枠物語は新たに書きおろされた。『パンチャタントラ』第4部に相当する箇所は『ヒトーパデーシャ』には存在しない。ほかにも順序を変えたり、削除されたり、新たに追加されたりした話がある。
1. Mitralābha 友の獲得（9話）
2. Suhridbheda 友の喪失（10話）
3. Vigraha 戦争（10話）
4. Sandhi 平和（13話）

## 翻訳
『ヒトーパデーシャ』は早くから西洋に紹介されたインド文学のひとつで、最初の英語訳はチャールズ・ウィルキンズによって1787年に出版された。本文はセランポールで1804年に出版された。その後フランシス・ジョンソン (英語版) によって校訂本文(1847)と新しい英訳(1848)が出版された。エドウィン・アーノルドは『よい忠告の書』(The Book of Good Counsels, 1861)の題で翻訳した。
フランスではラングレスによる翻訳が1790年に出版された。
ドイツではアウグスト・ヴィルヘルム・シュレーゲルとクリスチャン・ラッセンによって校訂本文が出版され、1844年にマックス・ミュラーによってドイツ語に翻訳された。

### 日本語訳
- 金倉円照・北川秀則 訳『ヒトーパデーシャ：処生の教え』岩波文庫、1968年。
- 岩本裕 訳「パンチャ・タントラとヒトーパデーシャ」『世界文学大系 第4（インド集）』筑摩書房、1959年。（抄訳）
- Francis Johnson 編、平松友嗣 訳『ひとーぱでーしゃ：インドの古典民話』理想社、1956年。（英語からの重訳）